# 利普利亞尼 (馬林區)
50°54′44″N 28°55′0″E / 50.91222°N 28.91667°E
利普利亞尼（烏克蘭語：Липляни），是烏克蘭北部的村莊，隸屬日托米爾州的科羅斯滕區。該村始建於1640年，面積2.14平方公里，海拔高度175米，2001年人口269，人口密度每平方公里125.52人。